# Légumineuse fourragère

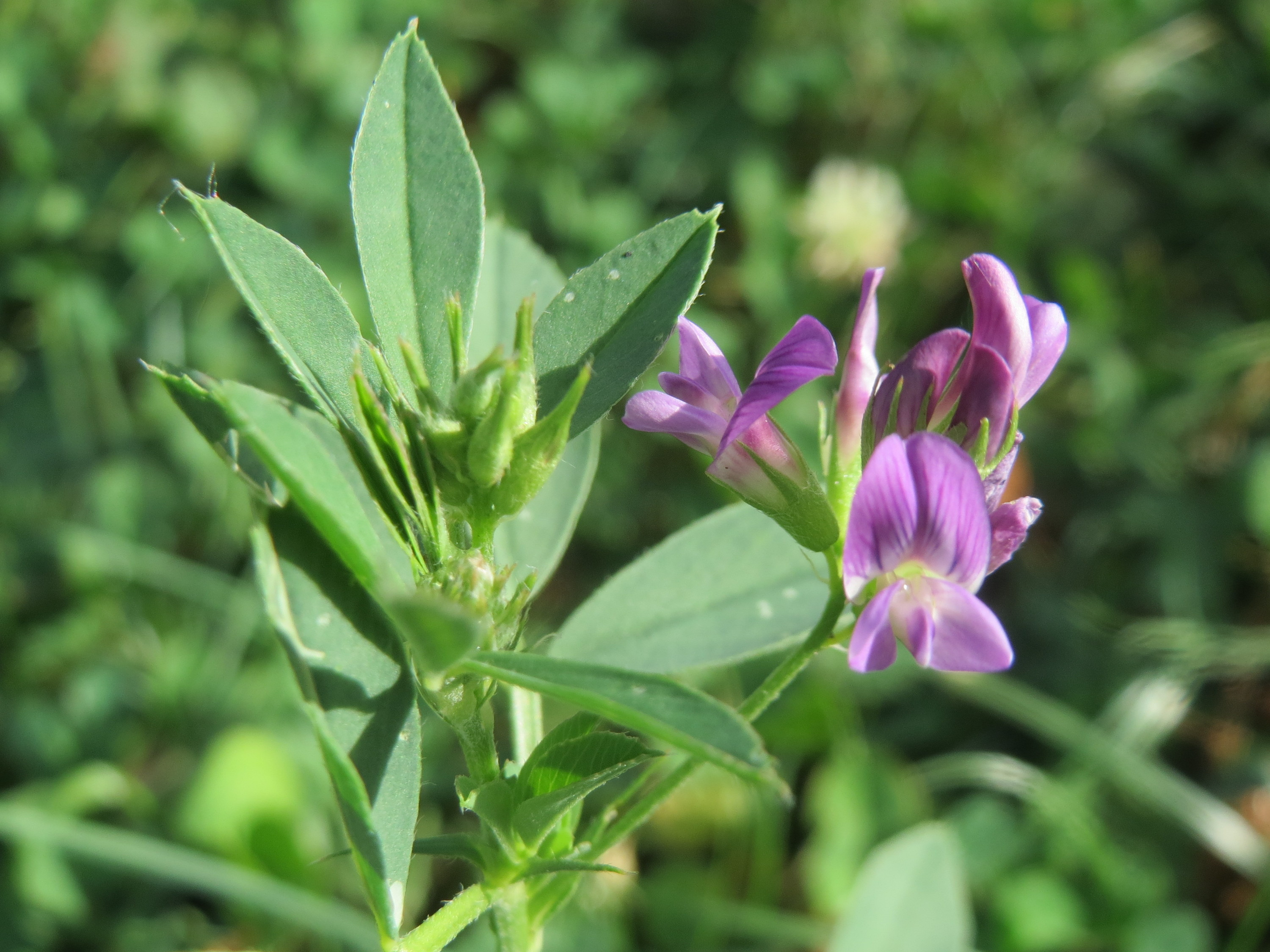
Luzerne cultivée.

Les légumineuses fourragères sont des espèces ou variétés de plantes appartenant à la famille des Fabaceae (Légumineuse) utilisées dans l'alimentation des animaux d'élevage.
Les légumineuses fourragères sont relativement nombreuses, environ 1500 espèces (sur un total de 19500 espèces rattachées à la famille des légumineuses), mais 60 espèces environ ont été sélectionnées et sont largement cultivées pour la production de fourrages.
Il s'agit généralement de plantes herbacées annuelles ou vivaces, mais on utilise aussi, surtout dans les régions tropicales des espèces ligneuses, arbres ou arbustes.
Dans les régions tempérées et tempérées chaudes, on exploite principalement des plantes herbacées utilisées pour constituer des prairies temporaires ou permanentes, souvent en association avec d'autres espèces, notamment des graminées. L'herbe est broutée ou fauchée puis séchée ou ensilée, ou déshydratée, et distribuée ensuite aux animaux.
Les variétés cultivées pour leurs graines ou tourteaux destinés à l'alimentation animale, comme le pois protéagineux, les féverolles, les lupins, l'arachide, le soja ne sont pas considérées en agriculture comme des cultures fourragères bien que leurs résidus de culture (fanes) puissent être utilisés à la manière d'un fourrage.

## Légumineuses arborescentes

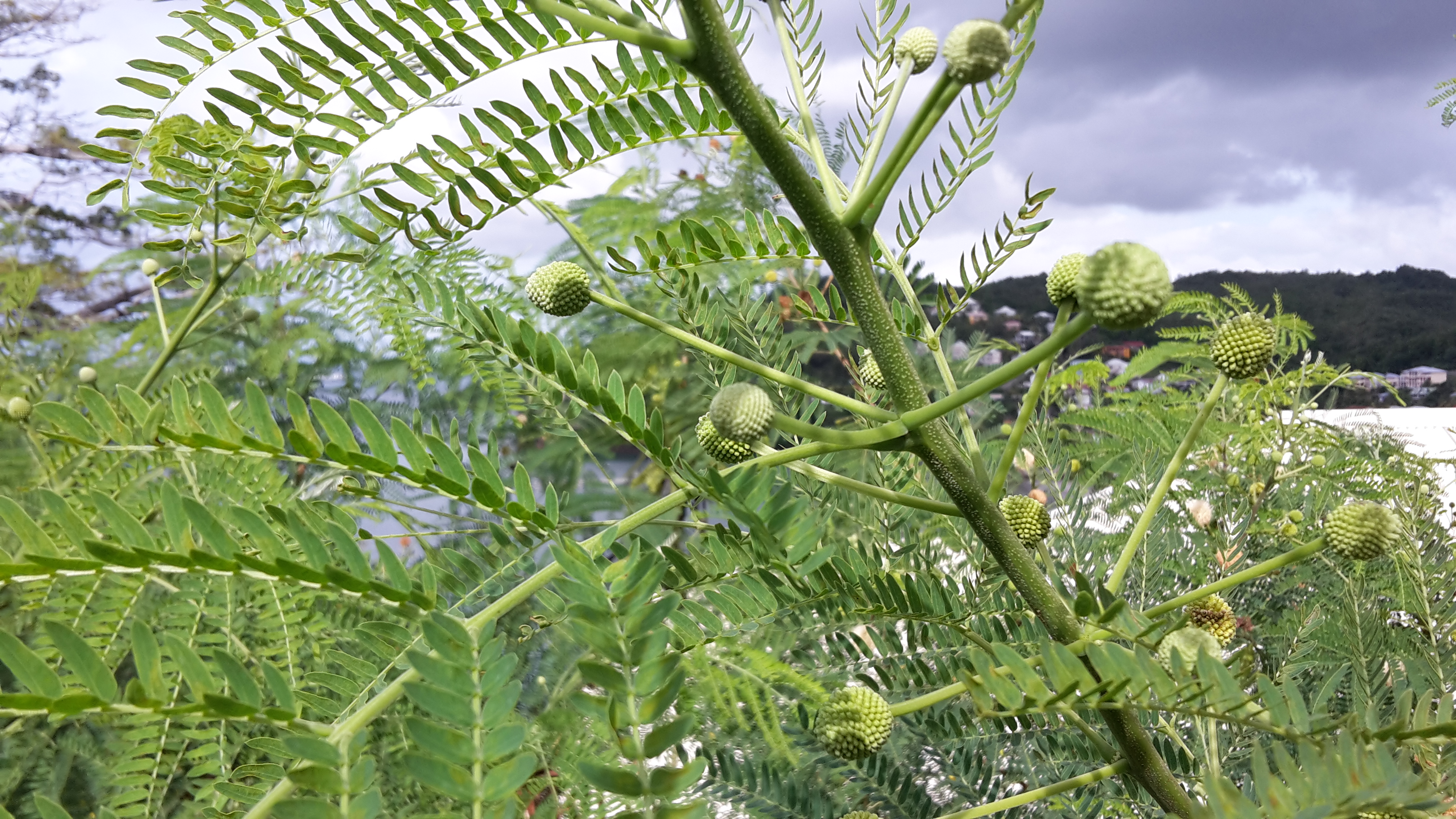
Leucaena leucocephala, arbre fourrager tropical à très fort rendement. Espèce parfois envahissante.

Les légumineuses arborescentes comme Faidherbia albida sont utilisées avec succès pour l'alimentation du bétail dans plusieurs régions du monde, en particulier en Afrique, en Asie, en Australie et en Amérique du Sud. Elles constituent cependant une ressource relativement sous-exploitée dans les régions de climat chaud.
Diverses espèces de légumineuses arborescentes présentent un potentiel d'utilisation. Elles peuvent s'adapter à des climats variés allant des zones semi-arides à des zones humides et sub-humides.
Ce sont des arbres et arbustes, souvent plus pérennes que la plupart des légumineuses herbacées, qui fournissent dans les systèmes sylvopastoraux différents services écosystémiques, notamment, mais pas exclusivement, la fixation biologique de l'azote, la diversification de l'alimentation du bétail, la séquestration du carbone, la fourniture d'ombre pour le bétail, les fleurs utiles aux pollinisateurs, la conservation de la biodiversité et la réduction des émissions de gaz à effet de serre.

## Liste de légumineuses fourragères arbustives
Selon H.M. Shelton (Unasylva, 2000).

### Essences de qualité supérieure
- Albizia lebbeck
- Chamaecytisus palmensis (cytisus proliferus, tagasaste)
- Cratylia argentea
- Desmodium rensonii
- Desmodium virgatus
- Gliricidia sepium
- Leucaena leucocephala
- Leucaena diversifolia
- Sesbania grandiflora
- Sesbania sesban

### Essences de qualité inférieure
- Acacia aneura[6]
- Vachellia nilotica
- Acacia tortilis[6]
- Albizia chinensis
- Samanea saman
- Calliandra calothyrsus
- Erythrina spp.
- Faidherbia albida[6]
- Flemingia macrophylla
- Prosopis juliflora
- Medicago arborea

## Liste de légumineuses fourragères buissonnantes[7]
- Cajanus cajan, pois d'Angole
- Crotalaria juncea (graines toxiques)
- Desmodium tortuosum
- Sphenostylis stenocarpa
- Stylosanthes guianensis
- Tephrosia candida

## Liste des principales légumineuses fourragères herbacées[2],[7]
- Vicia sativa Vicia sativa, vesce cultivée

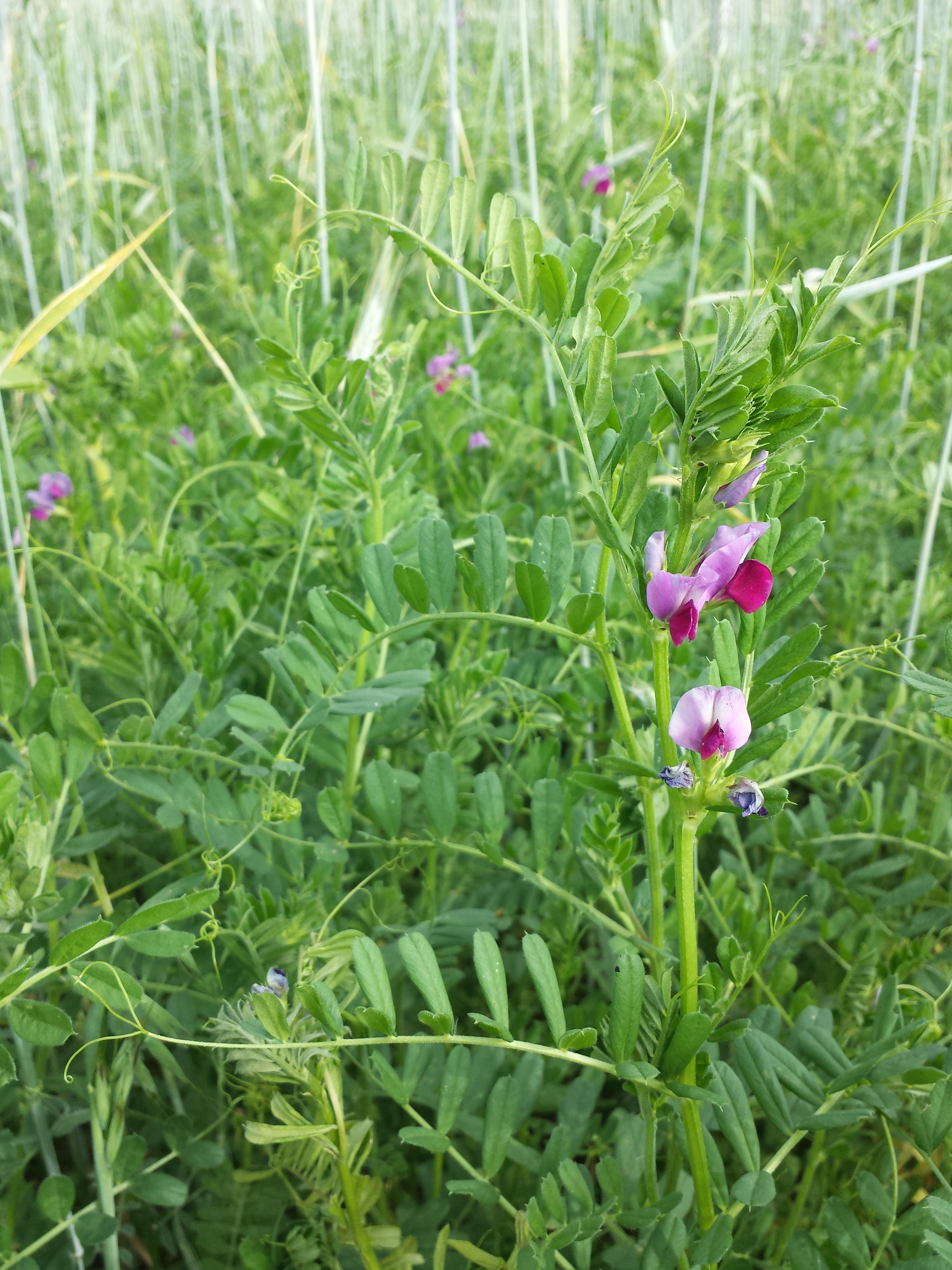
Vicia sativa

- Trigonella foenum-graecum, fenugrec
- Lablab purpureus, pois antaque
- Lotus corniculatus, lotier corniculé
- Medicago sativa, luzerne cultivée
- Medicago lupulina, luzerne lupuline, minette
- Medicago scutellata, luzerne à écusson
- Melilotus albus, mélilot blanc
- Melilotus officinalis, mélilot jaune
- Onobrychis viciifolia, sainfoin cultivé
- Pisum sativum, pois fourrager (certaines variétés)
- Trifolium repens, trèfle blanc
- Trifolium alexandricum, trèfle d'Alexandrie
- Trifolium michelianum, trèfle de Micheli
- Trifolium hybridum, trèfle hybride
- Trifolium incarnatum, trèfle incarnat
- Trifolium resupinatum, trèfle de Perse
- Trifolium pratense, trèfle violet
- Trifolium subterraneum, trèfle souterrain
- Vicia sativa, vesce cultivée
- Vicia villosa, vesce de Cerdagne, vesce velue
- Vigna unguiculata et vigna sp., niébé